# Четыре увенчанных мученика

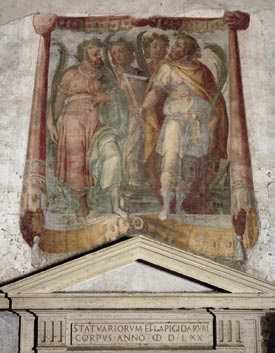
Четыре увенчанных мученика. Ок. 1570. Фреска. Монастырь Санти-Куаттро-Коронати, Рим

Четыре увенчанных мученика (иначе: Четыре венценосных мученика, Четыре коронованных святых, калька с лат. Sancti Quatuor Coronati или итал. Santi Quattro Coronati) — группа раннехристианских мучеников, о почитании которых в Риме известно с IV столетия. Центром их почитания является титулярная церковь Санти-Куаттро-Коронати на холме Целий. Их сложное запутанное житие включило в себя, как минимум, истории трёх различных групп мучеников. Святые почитаются покровителями скульпторов.

## Первоначальные предания

### Сирмийские мученики
Самый ранний рассказ об их мученичестве содержится в Актах, написанных таможенным служащим Порфирием в IV веке. Согласно Актам, четверо будущих мучеников носили имена Клавдий, Касторий, Симпрониан и Никострат. Они работали резчиками по камню в Сирмии (провинция Паннония) и были тайными христианами. Резчики обратили ко Христу своего коллегу Симплицита, которого крестил епископ Кирилл, находившийся здесь в ссылке.
Будущие мученики были талантливыми скульпторами и пользовались расположением императора Диоклетиана, по заказу которого изваяли статую бога-Солнца. Но когда император приказал пятерым резчикам выполнить для него статую бога Асклепия, они отказались и открыто исповедали себя христианами. Разгневанный Диоклетиан приказал забить мучеников палками до смерти, но трибун Лампадий, на которого была возложена экзекуция, внезапно умер. Император, тронутый слезами своей жены (которую жития других мучеников тоже называют тайной христианкой), заменил казнь на более «гуманную». Пятерых мучеников (Клавдия, Кастория, Симпрониана, Никострата и Симплицита) заключили в свинцовые ящики и утопили в реке Сава. Их епископ Кирилл умер в тот же день. Через 42 дня после мученической кончины тела святых были извлечены из реки христианином Никодимом и погребены. Житие называет датой их кончины 8 ноября 305 года.
Время возникновения культа этих святых в Риме неизвестно. Предполагается, что история их жизни и, возможно, их мощи были принесены сюда жителями Паннонии, бежавшими от варваров (конец V-начало VI веков).

### Римские мученики
Эти четверо неизвестных по именам мучеников были римскими солдатами во время правления Диоклетиана и тайными христианами. Они отказались принести жертвы богу Асклепию в его храме в Термах Траяна (на холме Оппий) и за это были по приказу императора забиты до смерти бичами с свинцовыми наконечниками. Их тела были выброшены на съедение собакам, но остались неповреждёнными. Через пять дней папа Мельхиад и будущий мученик Себастьян похоронили их на кладбище на виа Лабикана. Рассказ об их мученичестве содержится в Depositio Martyrum — римском мартирологе (354 год). Тот же источник относит их мученичество к 8 ноября 303 года и сообщает, что, поскольку дата их смерти совпала с днём кончины мучеников из Сирмии, папа Мельхиад постановил отмечать их память совместно 8 ноября.
Позднее (точное время неизвестно) четыре римские мученики обрели имена. Некоему «святому мужу» в видении было сообщено, что их звали Север, Севериан, Карпофор и Викторин.

### Четверо мучеников из катакомб Альбано
Об их почитании в катакомбах Альбано известно с конца IV века. В отличие от двух первых групп жития этих святых вообще неизвестны, но зато в Depositio Martyrum приведены их имена: Секунд, Севериан, Карпофор и Викторин и день памяти — 8 августа.

## Формирование культа Четырёх венценосных мучеников
Существование в календаре нескольких групп мучеников со схожими житиями неизбежно вызвало путаницу. Уже в Мученических актах святого Себастьяна (IV век) упоминается о двух парах братьев (Никострат и Касторий, Клавдий и Викторин) и Симпрониане, сыне одного из них (Клавдия), которых утопили в море, привязав к ногам груз. В данном случае называются имена четырёх из пяти сирмийских мучеников, которые никак не могли быть связаны с историей Себастьяна, и одного из пяти мучеников из катакомб Альбано. В Itineraries, своеобразном путеводителе для паломников (VII-VIII века), упоминается о четырёх мучениках, чья гробница почитается на кладбище на виа Лабикана, причём их имена таковы: Климент, Симпрониан, Клавдий и Никострат.
В мартирологе Иеронима (первая половина V века) впервые упоминаются мученики, почитаемые в Риме, на холме Целий. В 595 году среди участников римского синода, возглавляемого Григорием Великим, назван Фортунат, «presbyter tituli sanctorum Quattuor Coronatorum». Учитывая, что согласно Itineraries четыре мученика ещё в VII—VIII веках почивали на виа Лабикана, становится ясно, что в этот период мученики базилики Санти-Куаттро-Коронати и мученики виа Лабикана — ещё две разные группы святых. В последующие века Liber Pontificalis ещё дважды упоминает о четырёх увенчанных мучениках, и оба раза речь идёт о церкви Санти-Куаттро-Коронати на холме Целий: папы Гонорий I и Адриан I ремонтируют указанную базилику.
Окончательно «разрешил» путаницу папа Лев IV (847-855), до своего избрания на престол бывший пресвитером Санти-Куаттро-Коронати. В годы своего понтификата он заново отстроил свою базилику и, по сообщениям Liber Pontificalis, поместил в ней мощи всех ранее упомянутых святых: сирмийских, римских и альбанских мучеников. С этого момента почитание Четырёх увенчанных мучеников связывается исключительно с церковью Санти-Куаттро-Коронати в Риме.
Во время норманнского пожара 1084 года базилика Санти-Куаттро-Коронати сгорела и была восстановлена в 1099-1116 годах Пасхалием II уже в меньших размерах. Пасхалий II раскопал пространство под алтарём базилики и сумел найти две древнеримские ванны, в которых Лев IV прежде поместил мощи святых. Во время перестройки 1624 года титулярный кардинал-пресвитер базилики Гарсия Меллини обнаружил еще две ванны с мощами. Все четыре ванны были помещены во вновь обустроенной крипте. В настоящее время доступ в крипту открыт только в день памяти Четырёх увенчанных мучеников — 8 ноября.